# Магнетит
Магнети́т (устаревший синоним — магни́тный железня́к) FeO·Fe2O3 — широко распространённый минерал чёрного цвета из класса оксидов, природный оксид железа(II,III). Магнетит является важной железной рудой, наряду с гематитом. Первый магнитный материал, известный человечеству. Происхождение названия точно не установлено. Возможно, минерал назван в честь Магнеса — пастуха, впервые нашедшего природный магнитный камень, притягивающий железо, на горе Ида (Греция), либо от античного города Магнесия в Малой Азии. Македонское племя магнетов в Фессалии и их город Магнисия также могут являться источником его наименования (само же название «магнеты», в свою очередь, происходит от имени одного из прародителей — Магнета, сына Зевса и Фии).

## Свойства минерала

### Физические свойства и константы
Излом неровный. Хрупок. Твёрдость 5,5—6,5. Микротвёрдость по Бови и Тейлору 535—695 кгс/мм2, по Янгу и Миллмэну 490—660 кгс/мм2, по Гершойгу 412—689 кгс/мм2 при нагрузке на 100 г. Удельный вес 4,8—5,3. Цвет железно-чёрный, иногда с синеватой побежалостью на гранях кристаллов. Черта чёрная. Блеск металлический, иногда полуметаллический.
Отдельность по {111} отчётливая, также сообщается об отдельности по {001}, {011}, {138}. Спайность весьма несовершенная.
Полупроводник. Электропроводность низкая. Истинная удельная электропроводность монокристаллического магнетита максимальна при комнатной температуре (250 Ом−1·см−1), она быстро снижается при понижении температуры, достигая значения около 50 Ом−1·см−1 при температуре перехода Вервея (фазового перехода от кубической к низкотемпературной моноклинной структуре, существующей ниже TV = 120—125 К). Электропроводность моноклинного низкотемпературного магнетита на 2 порядка ниже, чем кубического (~1 Ом−1·см−1 при TV); она, как и у любого типичного полупроводника, очень быстро уменьшается с понижением температуры, достигая нескольких единиц ×10−6 Ом−1·см−1 при 50 К. При этом моноклинный магнетит, в отличие от кубического, проявляет существенную анизотропию электропроводности — проводимость вдоль главных осей может отличаться более чем в 10 раз. При 5,3 К электропроводность достигает минимума ~10−15 Ом−1·см−1 и растёт при дальнейшем понижении температуры. При температуре выше комнатной электропроводность медленно уменьшается до ≈180 Ом−1·см−1 при 780—800 К, а затем очень медленно растёт вплоть до температуры разложения.
Кажущаяся величина электропроводности поликристаллического магнетита в зависимости от наличия трещин и их ориентировки может отличаться в сотни раз.
Не радиоактивен. Сильно магнитен; некоторые магнетиты полярно магнитны (естественные магниты). Точка Кюри для магнетита из различных месторождений колеблется от 550 до 600 °C, среднее значение около 575 °C (ниже её минерал ферромагнитен, выше — парамагнитен). Синтетический магнетит — оксид железа(II,III) — является ферримагнетиком с точкой Кюри 858 К (572 °С). С уменьшением величины зёрен магнитность возрастает, также возрастает остаточная намагниченность. Может изменять показания компаса. По данному признаку его можно найти: стрелка компаса показывает на магнетит и его залежи.
В ориентированном магнитном поле при охлаждении до 78 K кубическая ячейка магнетита переходит в ромбическую или в ячейку более низкой сингонии.
Может истираться в песок, который не теряет магнитных свойств. При поднесении магнита магнитный песок притягивается к полюсам магнита.

### Химический состав и свойства
Теоретический состав: FeO — 31,03 %; Fe2O3 — 68,97 %, Fe — 72,36 %; O — 27,64 %. Обычно магнетит содержит изоморфные примеси Ti, V, Mn, Mg, Al, Cr и др.; при повышенном содержании примеси выделяют разновидности магнетита (титаномагнетит, хроммагнетит и т. д.). Имеются данные, что содержание в магнетите титана зависит от условий образования и в частности от температуры. Раннемагматические магнетиты характеризуются повышенным содержанием хрома. Для магнетитов рудных выделений отмечается повышенное содержание хрома и ванадия по сравнению с акцессорными магнетитами.
Обнаружена прямая линейная корреляция между содержанием ванадия и титана в магнетитах. На Урале магнетиты из гранитоидов, связанных с габбро или с основными эффузивами, отличаются от магнетитов из пород гранитных формаций повышенным содержанием ванадия и титана.
Более низкотемпературные магнетиты содержат больше марганца, цинка и ванадия и меньше никеля, магния, а также других элементов-примесей. Кальций типичен для магнетита пегматито-пневмалитовых тел.
Растворимость увеличивается при применении различных кислот в следующем порядке: H3PO4, H2SO4, HCl, HNO3.
Трудно растворяется в соляной кислоте (порошок заметно растворяется). Травится концентрированной соляной кислотой, особенно с электрическим током; другие стандартные реактивы не действуют. Полностью разлагается при сплавлении с KHSO4. Даёт микрохимическую реакцию на Fe3+ c KCNS на фильтровальной бумаге.
Перед паяльной трубкой не плавится. В окислительном пламени вначале превращается в маггемит, затем в гематит, теряя магнитные свойства.

### Макроскопическая характеристика
Непрозрачен. В тончайших шлифах просвечивает. Изотропен. В отражённом свете в полированном шлифе серый с заметным коричневатым оттенком, в лучах ртутно-кварцевой лампы тёмно-серый. Пиковая отражающая способность — 22,3 %, при длине волны 400 нм, минимальная отражающая способность — 20,3%, при 500-520 нм.
Травлением HCl часто выявляется зональное строение зерен; иногда оно заметно без травления. Изредка наблюдается концентрически-зональная коллиморфная структура, иногда двойники. Некоторые зёрна и кристаллы магнетита в отражённом свете оказываются состоящими из буровато-серой и синевато-серой разностей. Первая из них по оптическим свойствам близка к обычному магнетиту. Вторая наблюдается в виде каёмок около зёрен первой или образует в них зоны и прожилки; обладает несколько повышенной отражательной способностью (22—23 %), более высоким рельефом, плохо травится HCl. Различие в составе этих разновидностей магнетита не выявлено.

### Морфология кристаллов
Образует кристаллы кубической сингонии, точечная группа m3m (3L44L36L29PC по Браве), пространственная группа Fd3m (F41/d 3 2/m), параметры ячейки a = 8,397 Å, число формульных единиц (Z) = 8 (структура шпинели). Элементарная ячейка увеличивается при замещении Fe2+ на марганец; замещение Fe2+ на Co2+, Ni2+, а также Fe3+ на Al3+ и Cr3+, вызывает уменьшение размера ячейки.
Отмечена зависимость элементарной ячейки от происхождения магнетита: наиболее высокие значения a свойственны магнетиту метаморфических образований, наименьшие — магнетиту эффузивных пород.
Кристаллохимическая структура представляет собой каркас, состоящий из тетраэдрических и октаэдрических групп ионов кислорода, в которых расположены соответственно ионы трёхвалентного и двухвалентного железа. Кристаллы обычно октаэдрические, реже додекаэдрические и очень редко кубического облика. Двойники нередки, иногда неделимые двойники уплощены.
Некоторые магнетиты имеют значительное количество ультра- и микропор. Суммарный объем пор зависит от условий образования, в частности. от температуры. Например средняя пористость магнетита из уральских месторождений магматического типа равна 2,6 %, а из контактово-метасоматических месторождений — 6,19 %. Магнетит ранней генерации обладает пористостью 4,4 %, а магнетит поздней генерации — 9,35 %. Наблюдалась почти в два раза большая пористость центральных частей некоторых частей кристаллов магнетита по сравнению с их периферическими частями, чем обусловлено избирательное изменение центральных частей кристаллов.
| a     | {\displaystyle {\ce {MgO}}} | {\displaystyle {\ce {Al2O3}}} | {\displaystyle {\ce {NiO}}} | Месторождение                          |
| ----- | --------------------------- | ----------------------------- | --------------------------- | -------------------------------------- |
| 8,387 | 2,55                        | 0,75                          | —                           | Филаборва, провинция Лимпопо (ЮАР)     |
| 8,389 | 1,73                        | 0,45                          | —                           | Пудепупт, провинция Мпумаланга (ЮАР)   |
| 8,394 | 1,48                        | 0,38                          | —                           | Сибаса, область Зотпансберг            |
| 8,386 | 1,05                        | 0,07                          | 1,76                        | Эмалахлени, провинция Мпумаланга (ЮАР) |
| 8,392 | 0,095                       | 0,46                          | —                           | Майнвил (штат Нью-Йорк, США)           |
| 8,396 | 0,67                        | 0,09                          | —                           | Барбертон (ЮАР)                        |

## Форма нахождения и генезис
Распространён весьма широко, образует большие скопления и рудные залежи. Встречается в виде зернистых агрегатов, отдельных кристаллов и друз; сравнительно редко в виде колломорфных метаколлоидных агрегатов, оолитов, пизолитов, дендритов (в изверженных породах), волокнистых и сажистых выделениях.
Экзогенный магнетит изредка образует конкреции радиально-лучистого строения с поперечником до 15—20 см и агрегаты игольчатых индивидов.

### Происхождение
Магнетит в отличие от гематита образуется при относительно низком парциальном давлении кислорода. Встречается в месторождениях различных генетических типов, а также как акцессорный минерал в различных горных породах.
В магматических горных породах он обычно наблюдается в виде вкрапленности. С основными породами (габбро) нередко генетически связаны магматические месторождения титаномагнетита в виде неправильной формы скоплений и жил. Сравнительно редко магнетитовые месторождения приурочены к кислым и щелочным породам. В крупнейших магнетитовых месторождениях Швеции руды залегают среди сиенит-порфиров. В тесном прорастании с апатитом и реже с гематитом, магнетит образует залежи мощностью от 10 до 150 метров. Сиенит-порфиры тоже содержат магнетит, который образует как равномерную вкрапленность в породе (магнетит-сиенитовый порфир), так и неправильные округлые обособления и прожилки.
В незначительных количествах он присутствует во многих пегматитах в парагенезисе с биотитом, сфеном, апатитом и другими минералами.
В контактово-метасоматических образованиях он часто играет весьма существенную роль, сопровождаясь гранатами, пироксенами, хлоритами, сульфидами, кальцитом и другими минералами. Известны крупные месторождения, образовавшиеся на контакте известняков с гранитами и сиенитами. По минеральным ассоциациям можно выделить три типа метасоматических месторождений.
1. Магнетит ассоциирует со скаполитом, в очень незначительном количестве наблюдается пироксен, сфен и апатит. Магнетит заполняет промежутки между зернами скаполита или образует в них мелкие включения. В результате замещения известняков образуются массивные магнетитовые руды, а при замещении вулканических пород, роговиков и гранитоидов — вкрапленные скаполито-магнетитовые руды. Скаполит часто замещается альбитом, образуются своеобразные магнетито-полешпатовые породы.
2. Магнетит ассоциирует с пироксеном и гранатом; в той же ассоциации встречаются амфиболы, везувиан, волластонит, пирит, хлорит, кальцит, гематит. Основная масса магнетита выделяется в конце скарнового процесса, нередко замещая гранит и пироксен с образованием вкрапленных и массивных руд. Магнетит поздних генераций нередко замещает пластинчатые агрегаты гематита — образуются псефдоморфозы магнетита по гематиту — мушкетовит.[14]
3. Магнетит тесно ассоциирует с силикатами и алюмосиликатами — серпентином, актинолитом, эпидотом, флогопидом[15]. халькопиритом). Сравнительно редко он образует самостоятельные месторождения в ассоциации с сульфидами, апатитом и другими минералами[13].

При региональном метаморфизме осадочных железных руд возникали очень крупные пластовые и линзообразные залежи гематито-магнетитовых руд среди метаморфизованных древних осадочных толщ.
В экзогенных условиях образование магнетита может происходить лишь в исключительных случаях. Присутствие магнетитовых зёрнышек в современном морском иле, как полагают, является результатом не только сноса их с суши в виде обломочного материала, но также в виде новообразований на месте за счет гидроокислов железа под восстанавливающим влиянием разлагающихся органических веществ.

## Месторождения
К числу магматических месторождений относится Кусинское месторождение (Челябинская обл.) титаномагнетита, содержащего также повышенное количество ванадия. Это месторождение представлено жилами сплошных руд, залегающими среди материнских изменённых изверженных пород габбровой формации. Магнетит тесно ассоциирует здесь с ильменитом и хлоритом. На Кольском полуострове крупное месторождения магнетита приурочено к массиву карбонатитов (Ковдор), где он добывается попутно с апатитом и бадделеитом (руда на цирконий). На Южном Урале разрабатывается Копанское месторождение титаномагнетита. В рудах Садбери (Канада) магнетит обнаружен среди сульфидов и силикатов вмещающих пород.
Существуют месторождения пегматита с содержанием магнетита в Норвегии (Фредриксвен, Лангезундфиорд) и США (Довер в шт. Делавэр, Майнвил в шт. Нью-Йорк).
Примером контактово-метасоматических месторождений является известная гора Магнитная (Южный Урал). Мощные магнетитовые залежи располагаются среди гранатовых, пироксено-гранатовых и гранат-эпидотовых скарнов, образовавшихся при воздействии гранитной магмы на известняки. В некоторых участках рудных залежей магнетит ассоциирует с первичным гематитом. Руды, залегающие ниже зоны окисления, содержат вкрапленные сульфиды (пирит, изредка халькопирит, галенит). К числу таких же месторождений относятся на Урале: гора Высокая (у Нижнего Тагила), гора Благодать (в Кушвинском районе Свердловской области), Коршуновское (в Забайкалье), группа месторождений в Костанайской области Казахстана (Соколовское, Сарбайское, Куржункуль), а также Дашкесан (Азербайджан). Магнетит обнаружен в месторождении Кара на острове Тасмания (Австралия), который залегает над гранитными породами в виде андрадит-пироксен-везувианитового скарна неправильной формы.
Курская магнитная аномалия относится к числу регионально-метаморфизованных осадочных месторождений. Глубоко метаморфизованные железистые кварциты известны также в месторождениях на Кольском полуострове (Оленегорское) и в Западной Карелии (Костомукша). Из иностранных отметим крупнейшие месторождения Кирунаваара и Люоссаваара в Швеции, залегающие в виде мощных жилообразных залежей в метаморфизованных толщах вулканитов; магнетит ассоциирует здесь с апатитом. Огромные месторождения магнетито-гематитовых руд США располагаются в районе Верхнего озера среди древнейших метаморфизованных сланцев. Месторождения Криворожского железорудного бассейна (Кривой Рог, Украина) относятся к аналогичному генезису. В толще слоистых железистых кварцитов, кроме типичных пластовых залежей, сплошные железные руды представлены также столбообразными залежами с линзовидной формой в поперечном сечении, уходящими на значительную глубину.
Также наблюдается в шт. Массачусетс (округ Мидлсекс, Таунсенд) и встречается в месторождениях неподалёку от города Мейвилл (округ Додж, шт. Висконсин). Во Франции обнаружен в месторождении Ле Рун (Бретань, Плестен-ле-Грев).

## Отличительные характеристики
От сходных по внешнему виду минералов (гематит, гаусманит, якобсит, браунит, шпинель) магнетит легко отличается по чёрной черте и сильной магнитности. Микроскопически в отраженном свете магнетит отличается от гематита изотропностью, низкой отражательной способностью, серовато-буроватым оттенком окраски и изометричностью зёрен. Ильменит, часто ассоциирующийся с магнетитом, анизотропен, имеет более низкую отражательную способность и не травится HCl. От якобсита и браунита магнетит отличается отсутствием внутренних рефлексов; кроме того, браунит анизотропен и обладает пониженной отражательной способностью.

## Применение
- Важная железная руда (72,4 % железа). Магнетитовые руды — главный тип железных руд, попутно извлекаются также Ti, V. Основной метод обогащения — мокрая магнитная сепарация в слабом поле. Комбинированные схемы обогащения (магнитно-гравитационные, обжигмагнитные, магнитофлотационные и др.) применяются для комплексных, в том числе титаномагнетитовых, а также бедных руд.
- Изделия из плавленого магнетита используют в качестве электродов для некоторых[каких?] электрохимических процессов. Например в качестве материала анодов в системах электрохимической ("катодной") защиты от коррозии.
- Частично используется в качестве утяжелителей глинистых растворов при бурении[22].

## Разновидности
1. Глинозёмистый магнетит — разновидность, богатая алюминием;
2. Гидромагнетит — гидратированный магнетит (Fe2+Fe3+2O4 · nH2O)
3. Магнитный камень — разновидность магнетита, который представляет собой природный магнит.
4. Манганмагнетит — разновидность магнетита, содержащего Mn2+, заменяющий Fe2+.
5. Мушкетовит — название, данное псевдоморфозам магнетита после гематита.
6. Цинковый магнетит — промежуточный минерал изоморфного ряда магнетит — франклинит с замещением Fe2 на Zn. Содержание ZnO может достигать 12,9 %. Обнаружен в шахте Лонгбан (Филипстад, Швеция).
7. Магномагнетит — (Fe,Mg)Fe3O4, с повышенным содержанием магния, промежуточный между магнетитом — FeFe2O4 и магнезиоферритом — MgFe2O4[23];
8. Титаномагнетит — магнетит, содержащий мелкие включения титановых минералов; большей частью эти включения являются продуктами распада твёрдых растворов (FeTiO3 или Fe2TiO4), иногда продуктами замещения магнетита[24];
9. Ванадомагнетит — разновидность магнетита с содержанием ванадия. Содержит до 8 % V2O5. Найден в месторождениях Бихар (Индия) и Бушвелд (ЮАР);
10. Хроммагнетит — Fe2+(Fe3+,Cr3+)2O4, Cr изоморфно замещает Fe3+. Обнаружен на Урале и в Трансваале;
11. Алюмомагнетит — промежуточный между магнетитом и герцинитом[25].